# Gerd Hagman
Gerd Hagman (Estocolmo, 4 de julio de 1919 – 30 de noviembre de 2011) fue un actriz sueca. Apareció en más de 20 películas y shows de televisión entre 1940 y 2007.

## Filmografía
- Den blomstertid... (1940)
- Striden går vidare (1941)
- Hem från Babylon (1941)
- Man glömmer ingenting (1942)
- Rid i natt! (1942)
- Una nación en llamas (Det brinner en eld) (1943)
- Mamma tar semester (1957)
- Hallo Baby (1959)
- Leva livet (1976)